# Markus Larsson
Markus Larsson (* 9. Januar 1979 in Kil) ist ein ehemaliger schwedischer Skirennläufer. Er war lange Zeit auf die Disziplinen Slalom und Riesenslalom spezialisiert, startete zudem auch in der Kombination, und konzentrierte sich ab Januar 2011 ausschließlich auf den Slalom.

## Biografie
Seinen ersten internationalen Erfolg feierte Larsson 1994 beim Trofeo Topolino. Im darauffolgenden Jahr gewann er die Bronzemedaille im Slalom bei den Europäischen Olympischen Winter-Jugendtagen in Andorra la Vella. Bei den Junioren-Weltmeisterschaften 1997 in Schladming gewann er die Goldmedaille in der Kombinationswertung sowie die Bronzemedaille im Super-G und im Riesenslalom. Sein erstes Weltcuprennen bestritt er im November 1999; im Jahr 2000 wurde er Schwedischer Meister im Slalom. Im November 2000 konnte er als 24. im Slalom von Park City zum ersten Mal Weltcuppunkte gewinnen.
Einen ersten Karrierehöhepunkt hatte Larsson in der Saison 2001/2002 mit zwei Platzierungen unter den ersten zehn. Bei den Olympischen Winterspielen 2002 in Salt Lake City erreichte er im Slalom den siebten Platz. Während der Saison 2002/2003 konnte er im Weltcup kaum ein gutes Resultat erzielen, doch bei den Weltmeisterschaften 2003 in St. Moritz wurde er überraschend Sechster in der Kombination sowie zehnter im Slalom.
Die nächsten zwei Saisons waren eher durchwachsen und Larsson schien sich nicht verbessern zu können. Doch dann stand er am 9. Januar 2005 mit dem dritten Platz im Weltcup-Slalom von Chamonix erstmals auf dem Podest. Bei den Weltmeisterschaften 2005 in Bormio verpasste er als Vierter im Slalom die Medaillenränge nur knapp; bei den Olympischen Winterspielen 2006 in Turin wurde er Elfter in der Kombination, schied aber im Slalom aus. Bei den Weltmeisterschaften 2007 in Åre gewann er mit der schwedischen Mannschaft die Silbermedaille im Mannschaftswettbewerb. Im Slalom sowie in der Super-Kombination schied er aus.
Nach insgesamt über einem Dutzend Top-10-Ergebnissen gewann Markus Larsson am 18. März 2006 erstmals ein Weltcuprennen, den letzten Slalom der Saison 2005/06 in Åre. Im Dezember 2006 konnte er dann sein zweites Weltcuprennen, den Slalom auf der Gran Risa in Alta Badia, für sich entscheiden. Danach erreichte Larsson bisher keine weiteren Podestplätze, aber zahlreiche Top-10-Platzierungen, wobei er neben dem Slalom von Dezember 2007 bis Dezember 2009 auch jeweils drei Top-10-Ergebnisse in den Disziplinen Riesenslalom und Super-Kombination erzielte. An den Weltmeisterschaften 2009 konnte er nicht teilnehmen. Er kam im Januar beim Abfahrtstraining am Lauberhorn schwer zu Sturz und musste die Saison 2008/2009 vorzeitig beenden. Bei den Olympischen Winterspielen 2010 in Vancouver war sein bestes Resultat der 16. Platz in der Super-Kombination.
Seit Januar 2011 startet Larsson nur noch im Slalom. Im März 2012 gelang ihm mit Platz fünf in Kranjska Gora sein bestes Weltcupergebnis seit über drei Jahren. Mit dem schwedischen Team gelang ihm ein Sieg bei einem nur zum Nationencup zählenden Mannschaftsbewerb am 25. Februar 2014 in Innsbruck. Anfang 2016 gab Larsson seinen Rücktritt bekannt.

## Erfolge

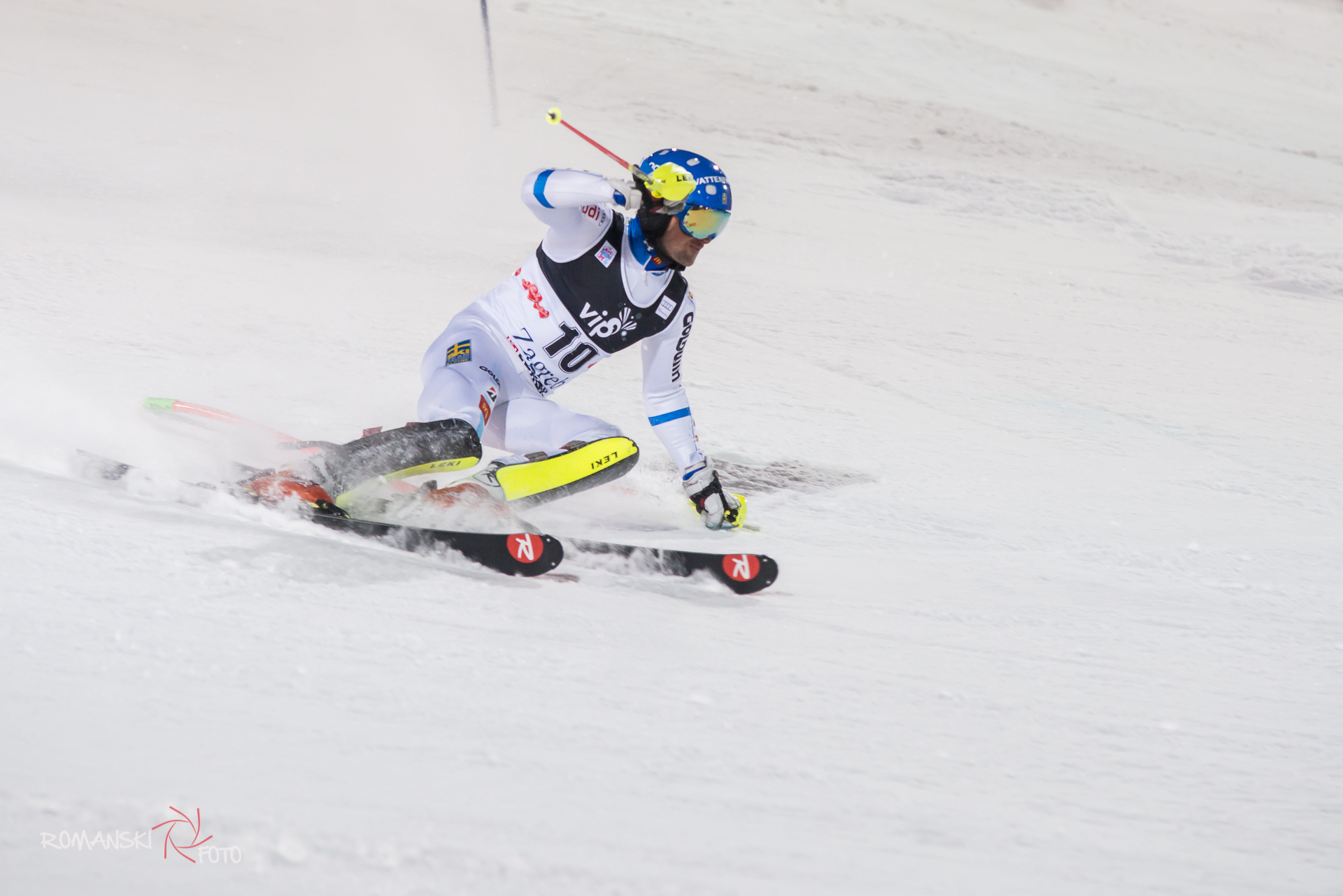
Markus Larsson beim Weltcupslalom in Zagreb 2015

### Olympische Spiele
- Salt Lake City 2002: 7. Slalom
- Turin 2006: 11. Kombination
- Vancouver 2010: 16. Super-Kombination, 27. Riesenslalom, 43. Abfahrt
- Sotschi 2014: 7. Slalom

### Weltmeisterschaften
- St. Anton 2001: 18. Slalom
- St. Moritz 2003: 6. Kombination, 10. Slalom
- Bormio 2005: 4. Slalom
- Åre 2007: 2. Mannschaftswettbewerb
- Vail/Beaver Creek 2015: 3. Mannschaftswettbewerb

### Weltcup
- 4 Podestplätze in Einzelrennen, davon 2 Siege:

| Datum             | Ort        | Land     | Disziplin |
| ----------------- | ---------- | -------- | --------- |
| 18. März 2006     | Åre        | Schweden | Slalom    |
| 18. Dezember 2006 | Alta Badia | Italien  | Slalom    |

- 2 Podestplätze bei Mannschaftswettbewerben, davon 1 Sieg

### Weltcupwertungen
| Saison  | Gesamt | Gesamt | Riesenslalom | Riesenslalom | Slalom | Slalom | Kombination | Kombination |
| Saison  | Platz  | Punkte | Platz        | Punkte       | Platz  | Punkte | Platz       | Punkte      |
| ------- | ------ | ------ | ------------ | ------------ | ------ | ------ | ----------- | ----------- |
| 2000/01 | 122.   | 13     | –            | –            | 48.    | 13     | –           | –           |
| 2001/02 | 51.    | 132    | –            | –            | 17.    | 132    | –           | –           |
| 2002/03 | 68.    | 85     | –            | –            | 26.    | 85     | –           | –           |
| 2003/04 | 53.    | 141    | –            | –            | 28.    | 105    | 13.         | 36          |
| 2004/05 | 37.    | 220    | –            | –            | 11.    | 191    | 9.          | 29          |
| 2005/06 | 26.    | 318    | 53.          | 5            | 9.     | 291    | 29.         | 22          |
| 2006/07 | 22.    | 376    | 32.          | 25           | 4.     | 340    | 39.         | 11          |
| 2007/08 | 36.    | 265    | 26.          | 61           | 24.    | 120    | 13.         | 84          |
| 2008/09 | 44.    | 191    | 24.          | 71           | 26.    | 70     | 16.         | 50          |
| 2009/10 | 46.    | 177    | 24.          | 60           | 27.    | 61     | 20.         | 56          |
| 2010/11 | 49.    | 162    | 36.          | 21           | 21.    | 141    | –           | –           |
| 2011/12 | 61.    | 127    | –            | –            | 23.    | 127    | –           | –           |
| 2012/13 | 42.    | 167    | –            | –            | 15.    | 167    | –           | –           |
| 2013/14 | 39.    | 224    | –            | –            | 11.    | 224    | –           | –           |
| 2014/15 | 36.    | 223    | –            | –            | 11.    | 223    | –           | –           |
| 2015/16 | 139.   | 9      | –            | –            | 50.    | 9      | –           | –           |

### Europacup
- Saison 1998/99: 5. Slalom-Wertung
- Saison 1999/00: 4. Slalom-Wertung
- 7 Podestplätze, davon 2 Siege:

| Datum           | Ort             | Land       | Disziplin |
| --------------- | --------------- | ---------- | --------- |
| 21. Januar 2000 | Courchevel      | Frankreich | Slalom    |
| 22. Januar 2001 | Donnersbachwald | Österreich | Slalom    |

### Junioren-Weltmeisterschaften
- Voss 1995: 27. Slalom, 30. Riesenslalom
- Hoch-Ybrig 1996: 15. Slalom, 27. Abfahrt, 37. Super-G
- Schladming 1997: 1. Kombination, 3. Super-G, 3. Riesenslalom, 4. Slalom, 31. Abfahrt
- Megève 1998: 9. Riesenslalom, 15. Super-G, 42. Abfahrt
- Pra Loup 1999: 7. Slalom, 7. Riesenslalom, 10. Super-G, 28. Abfahrt

### Weitere Erfolge
- 2 Podestplätze im Nor-Am Cup, davon 1 Sieg
- 1 schwedischer Meistertitel (Slalom 2000)
- 8 Siege in FIS-Rennen